# Liste der Bodendenkmäler in Nittendorf
Auf dieser Seite sind die Bodendenkmäler in dem Oberpfälzer Markt Nittendorf zusammengestellt. Diese Tabelle ist eine Teilliste der Liste der Bodendenkmäler in Bayern. Grundlage ist die Bayerische Denkmalliste, die auf Basis des Bayerischen Denkmalschutzgesetzes vom 1. Oktober 1973 erstmals erstellt wurde und seither durch das Bayerische Landesamt für Denkmalpflege geführt wird. Die folgenden Angaben ersetzen nicht die rechtsverbindliche Auskunft der Denkmalschutzbehörde.

## Bodendenkmäler in Nittendorf

### Gemarkung Eichhofen
| Lage                 | Objekt | Akten-Nr.     | Bild |
| -------------------- | --- | ------------- | ---- |
| Eichhofen (Standort) | Bronzezeitlicher Bestattungsplatz mit mindestens 16 Grabhügeln.                                                                                 | D-3-6937-0072 |      |
| Eichhofen (Standort) | Vorgeschichtlicher Grabhügel. | D-3-6937-0073 |      |
| Eichhofen (Standort) | Vorgeschichtlicher Bestattungsplatz mit mindestens fünf Grabhügeln.                                                                             | D-3-6937-0074 |      |
| Eichhofen (Standort) | Höhlen im Zigeunerfelsen mit Funden des Neolithikums, der Bronzezeit, der Urnenfelderzeit und des Mittelalters.                                 | D-3-6937-0075 |      |
| Eichhofen (Standort) | Frühmittelalterlicher Bestattungsplatz. | D-3-6937-0078 |      |
| Eichhofen (Standort) | Höhle (H 57) mit vorgeschichtlichen Funden. | D-3-6937-0081 |      |
| Eichhofen (Standort) | Vorgeschichtliche Siedlung. | D-3-6937-0117 |      |
| Eichhofen (Standort) | Archäologische Befunde und Funde im Bereich des ehemaligen Schlosses Eichhofen, darunter die Spuren von Vorgängerbauten bzw. älteren Bauphasen. | D-3-6937-0155 |      |
| Eichhofen (Standort) | Archäologische Befunde und Funde im Bereich der Katholischen Kirche Maria Dolorosa in Thumhausen, darunter die Spuren von Vorgängerbauten.      | D-3-6937-0182 |      |
| Eichhofen (Standort) | Vorgeschichtlicher Bestattungsplatz mit mindestens drei Grabhügeln.                                                                             | D-3-7037-0043 |      |
| Eichhofen (Standort) | Archäologische Befunde und Funde der frühneuzeitlichen Glashütte Viergstetten.                                                                  | D-3-7037-0044 |      |

### Gemarkung Etterzhausen
| Lage | Objekt | Akten-Nr.     | Bild                       |
| --- | --- | ------------- | -------------------------- |
| Etterzhausen (Standort) | Höhle Altes Haus oder Räuberhöhle (F 10), benachbarte Spaltenhöhle Alte Küche (F 10a) sowie zugehörige Schutthalden mit Funden der Steinzeit, der Bronzezeit, der Urnenfelderzeit, der Frühlatènezeit, des Mittelalters und menschlichen Skelettresten. | D-3-6937-0020 |                            |
| Etterzhausen Spornkuppe eines Ausläufers des Kühberges, etwa 500 Meter südlich der katholischen Filialkirche Sankt Leonhard in Penk (Standort) | Mittelalterlicher Burgstall Löweneck. Siehe auch: Burgstall Löweneck | D-3-6937-0021 | Bodendenkmal D-3-6937-0021 |
| Etterzhausen (Standort) | Frühmittelalterliches Reihengräberfeld. | D-3-6937-0022 |                            |
| Etterzhausen (Standort) | Archäologische Befunde und Funde im Bereich der katholischen Kirche St. Leonhard. | D-3-6937-0140 |                            |
| Etterzhausen (Standort) | Archäologische Befunde und Funde der frühen Neuzeit im Bereich des Schlosses Etterzhausen. | D-3-6937-0171 |                            |
| Etterzhausen (Standort) | Archäologische Befunde und Funde im Bereich der Katholischen Kirche St. Wolfgang in Etterzhausen. | D-3-6937-0172 |                            |
| Etterzhausen (Standort) | Steinzeitliche Freilandstation, vorgeschichtliche Siedlung und Bestattungsplatz vor- und frühgeschichtlicher Zeitstellung. | D-3-6937-0173 |                            |
| Etterzhausen Nittendorf (Standort) | Frühneuzeitliche Wüstung Sauberg. | D-3-6937-0176 |                            |
| Etterzhausen Nittendorf (Standort) | Vorgeschichtlicher Bestattungsplatz mit Grabhügel. | D-3-6937-0177 |                            |

### Gemarkung Kneiting
| Lage                | Objekt                                                                                                | Akten-Nr.     | Bild |
| ------------------- | --- | ------------- | ---- |
| Kneiting (Standort) | Paläolithische und mesolithische Freilandstation, Siedlung vor- und frühgeschichtlicher Zeitstellung. | D-3-6937-0113 |      |

### Gemarkung Nittendorf
| Lage                  | Objekt | Akten-Nr.     | Bild |
| --------------------- | --- | ------------- | ---- |
| Nittendorf (Standort) | Vorgeschichtliches Grabhügelfeld. | D-3-6937-0023 |      |
| Nittendorf (Standort) | Vorgeschichtliche Grabhügel. | D-3-6937-0024 |      |
| Nittendorf (Standort) | Mesolithische Freilandstation, vorgeschichtliche Siedlung und vorgeschichtliche Grabhügel. | D-3-6937-0025 |      |
| Nittendorf (Standort) | Jungpaläolithische Freilandstation. | D-3-6937-0027 |      |
| Nittendorf (Standort) | Endpaläolithische und mesolithische Freilandstation, vorgeschichtliche Siedlung. | D-3-6937-0028 |      |
| Nittendorf (Standort) | Bestattungsplatz der römischen Kaiserzeit oder der Völkerwanderungszeit. | D-3-6937-0031 |      |
| Nittendorf (Standort) | Vor- oder frühgeschichtlicher Bestattungsplatz. | D-3-6937-0032 |      |
| Nittendorf (Standort) | Archäologische Befunde im Bereich der mittelalterlichen Höhlenburg Loch, jungpaläolithische Höhlenstation. | D-3-6937-0079 |      |
| Nittendorf (Standort) | (Germanische) Siedlung oder Bestattungsplatz der mittleren römischen Kaiserzeit. | D-3-6937-0114 |      |
| Nittendorf (Standort) | Jungpaläolithische Freilandstation. | D-3-6937-0121 |      |
| Nittendorf (Standort) | Paläolithische Freilandstation. | D-3-6937-0122 |      |
| Nittendorf (Standort) | Archäologische Befunde und Funde im Bereich der Katholischen Pfarrkirche St. Katharina in Nittendorf, darunter die Spuren des mittelalterlichen Vorgängerbaus bzw. älterer Bauphasen mit zugehöriger Wehr- bzw. Friedhofsmauer. | D-3-6937-0125 |      |
| Nittendorf (Standort) | Abgegangene mittelalterliche Kirche Hl. Kreuz, abgegangenes Kloster bzw. Spital des 13. Jhs. | D-3-6937-0126 |      |
| Nittendorf (Standort) | Archäologische Befunde der frühen Neuzeit im Bereich des ehemaligen Hofmarkschlosses Undorf. | D-3-6937-0127 |      |
| Nittendorf (Standort) | Mesolithische Freilandstation. | D-3-6937-0128 |      |
| Nittendorf (Standort) | Vorgeschichtliche Siedlung. | D-3-6937-0136 |      |

### Gemarkung Pielenhofer Wald r.d.Naab
| Lage                                 | Objekt                                              | Akten-Nr.     | Bild |
| ------------------------------------ | --------------------------------------------------- | ------------- | ---- |
| Pielenhofer Wald r.d.Naab (Standort) | Vorgeschichtlicher Bestattungsplatz mit Grabhügeln. | D-3-6937-0051 |      |

### Gemarkung Schönhofen
| Lage                  | Objekt | Akten-Nr.     | Bild |
| --------------------- | --- | ------------- | ---- |
| Schönhofen (Standort) | Archäologische Befunde und Funde im Bereich der Katholischen Kirche St. Johannes Baptist in Schönhofen, darunter die Spuren von Vorgängerbauten bzw. älteren Bauphasen der Kirche und die Spuren einer abgegangenen mittelalterlichen Burg. | D-3-6937-0160 |      |
| Schönhofen (Standort) | Archäologische Befunde und Funde des Mittelalters und der frühen Neuzeit im Bereich des ehemaligen Schlosses Schönhofen. | D-3-6937-0161 |      |
| Schönhofen (Standort) | Mesolithische Freilandstation, vorgeschichtliche Siedlung. | D-3-6937-0164 |      |
| Schönhofen (Standort) | Mesolithische Freilandstation, neolithische Siedlung. | D-3-6937-0165 |      |
| Schönhofen (Standort) | Höhle (F 72) mit Funden des Jungpaläolithikums, des Neolithikums und der Bronzezeit. | D-3-6937-0166 |      |
| Schönhofen (Standort) | Höhle (F 87a) mit bronzezeitlichen Funden. | D-3-6937-0169 |      |
| Schönhofen (Standort) | Bestattungsplatz vor- und frühgeschichtlicher Zeitstellung. | D-3-6937-0180 |      |
| Schönhofen (Standort) | Mesolithische Freilandstation. | D-3-6937-0181 |      |
| Schönhofen (Standort) | Maihöhle oder Maulhöhle (H 9) mit Funden des Paläolithikums, Mesolithikums, Neolithikums, der Bronzezeit, Urnenfelder- und Latènezeit sowie des Mittelalters.                                                                               | D-3-7037-0045 |      |
| Schönhofen (Standort) | Höhle (H 60b) mit Funden der Urnenfelderzeit. | D-3-7037-0046 |      |
| Schönhofen (Standort) | Höhle (H 60a) mit vorgeschichtlichen Funden. | D-3-7037-0047 |      |

### Gemarkung Viehhausen
| Lage                  | Objekt                                                                          | Akten-Nr.     | Bild |
| --------------------- | ------------------------------------------------------------------------------- | ------------- | ---- |
| Viehhausen (Standort) | Mesolithische Freilandstation, Siedlungen der Jungsteinzeit und der Latènezeit. | D-3-7037-0011 |      |